# Farina

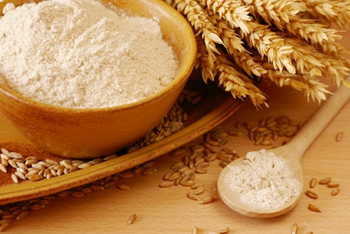
Espigues de blat i farina

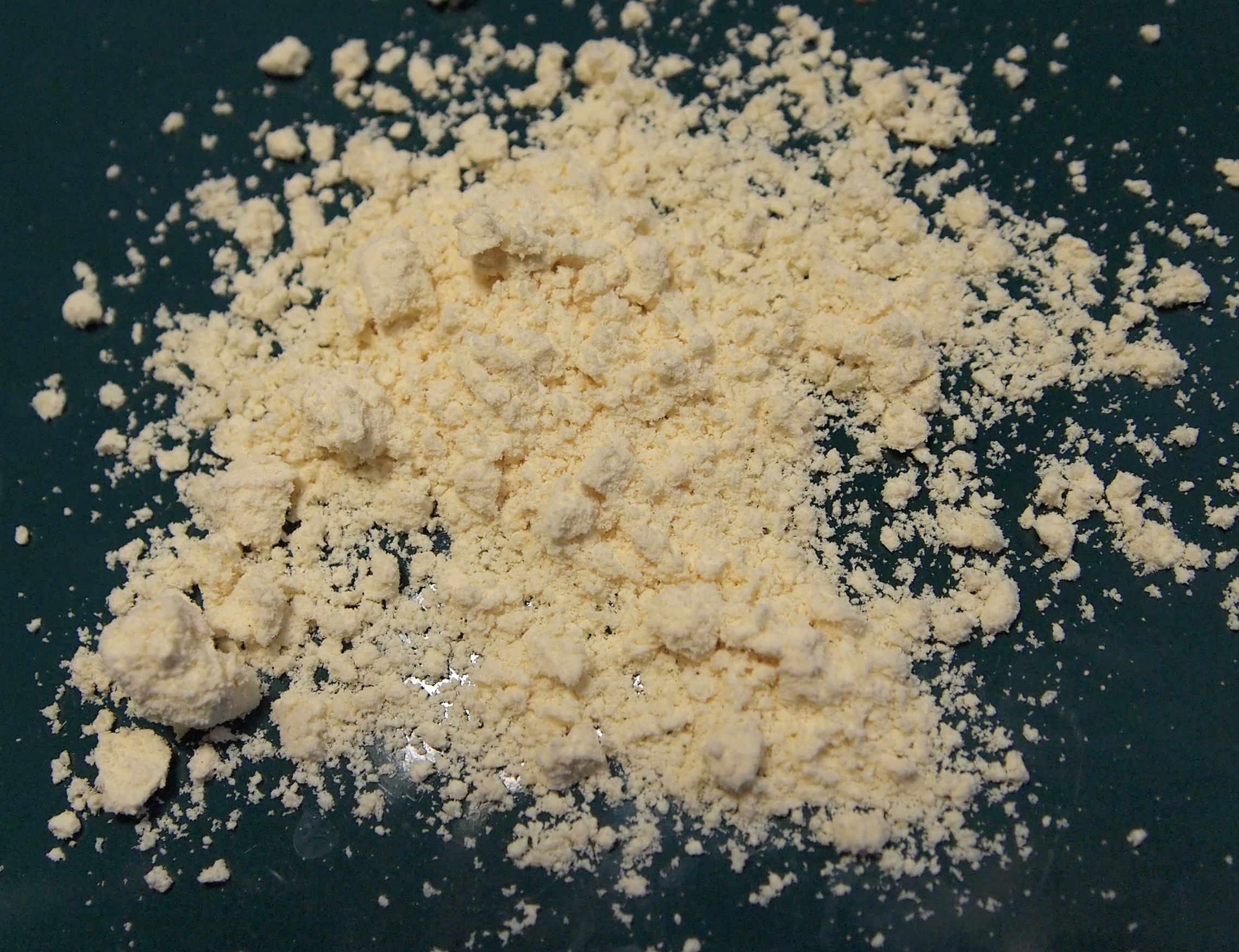
Kinako, farina de soia

La farina és el producte que s'obté de la molta del gra de cereal o d'altres aliments rics en midó. La més habitual és la de blat. La paraula prové del llatí farina, que al seu torn prové de far (genitiu farris), espelta.
Hom pot obtenir farina de diferents cereals, tot i que la més habitual és la de blat (cereal provinent d'Europa, element imprescindible per a l'elaboració del pa); hom fa també farina d'ordi, de sègol, de civada, de cigrons, de moresc (cereal provinent del continent americà) o d'arròs (cereal provinent d'Àsia), de pèsols, de mongetes, i fins i tot a Austràlia hom hi fa farina a partir de llavors de diverses espècies d'acàcia. El denominador comú de les farines vegetals és el midó, que és un carbohidrat complex.
A Europa quan hom parla de farina normalment s'entén que és la del blat (ja sigui refinada o integral) per la importància que aquesta té com a base del pa, que alhora és un pilar de l'alimentació. El gluten, es una proteïna complexa, component natural del blat, en diferents proporcions segons la varietat, que dona al pa la seva elasticitat i consistència.
Per tal d'assegurar que la selecció de farina ha estat la òptima, s'empren instruments com el farinògraf, que permet l'obtenció de dades sobre les característiques físiques i de desenvolupament de les masses.

## Història

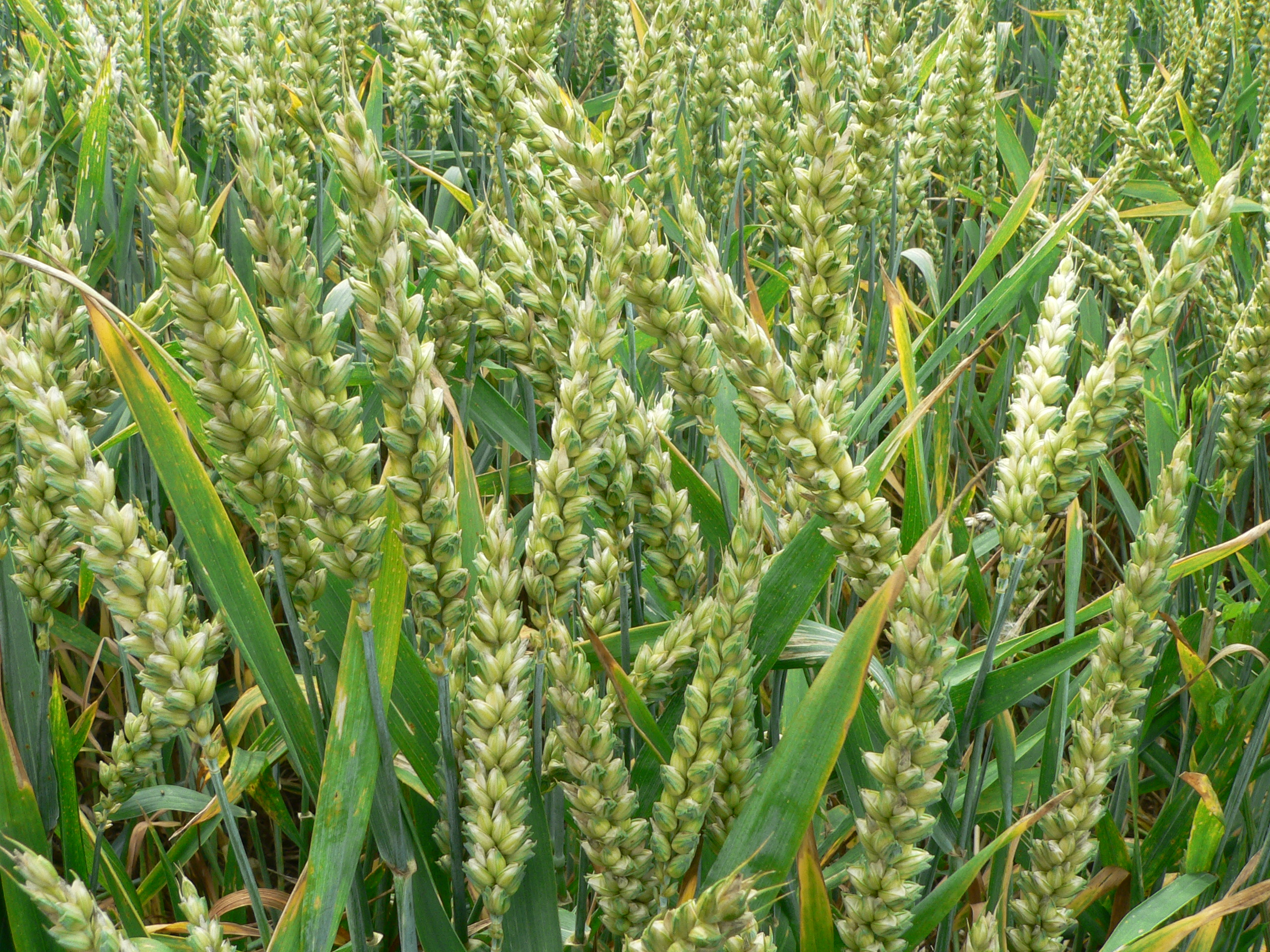
Un camp de blat verd

### Antiguitat
La farina de blat de moro o blat de moro ha estat important en la cuina mesoamericana des de l'antiguitat i continua sent un aliment bàsic. La farina de sègol és un constituent del pa al centre i nord d'Europa. Les evidències arqueològiques de l'elaboració de farina (llavors de blat triturades entre moles simples) daten d'almenys l'any 6000 aC. El 2018, els arqueòlegs van trobar proves de la fabricació de pa a Shubayqa 1, un lloc de caçadors i recol·lectors de Natufi amb més de 14.000 anys d'antiguitat al nord-oest de Jordània. Hi ha altres troballes que permeten assegurar que el blat (Triticum) era habitual a Mesopotàmia al voltant de l'any 10.000 a.C, època corresponent al Neolític.
Cap al 2.000 a.C, aquest producte, es va anant estenent cap a la Xina i Europa. A més, es va evolucionar de les pedres al morter, eina que permetia una molta del gra molt més ràpida i còmoda. Entre aquesta data i el 476 d.C, es van desenvolupar tota una sèrie de molins de pedra rotatius i molins hidràulics que van augmentar encara més la producció de farina.
Els romans van ser els primers a moldre llavors als molins. Durant l'Edat Mitjana (476-1492 d.C), a més de l'aparició de molins de vent, els existents es van estendre per tot el món, cosa que va permetre la seva millora.

### Revolució industrial
No va ser fins al segle XVIII-XIX que amb la revolució industrial es van aconseguir el molins mecanitzats, aconseguint així un gran augment en la producció de farina. A més, amb el temps van aparèixer aparells com el farinògraf, que permetien millorar i perfeccionar la qualitat del pa, així com la d'altres masses produïdes per la indústria alimentària. El 1786, a l'inici de l'era industrial, es va completar a Londres el primer molí fariner alimentat per vapor, Albion Mills, Southwark.
Un problema important de la Revolució Industrial va ser la conservació de la farina. Les distàncies de transport i un sistema de distribució relativament lent malmetien la farina. Això es deu a la vida útil limitada de la farina, a causa dels àcids grassos del germen, que reaccionen des del moment en què s'exposen a l'oxigen. Això passa quan el gra es mòlt; els àcids grassos s'oxiden i la farina comença a rancir. Segons el clima i la qualitat del gra, aquest procés dura de sis a nou mesos. A finals del segle XIX, aquest procés era massa curt per a un cicle de producció i distribució industrial. Com que les vitamines, els micronutrients i els aminoàcids eren completament o relativament desconeguts a finals del segle XIX, eliminar el germen era una solució eficaç. Sense el germen, la farina no es pot tornar ranci. La farina desgerminada es va convertir en estàndard. La degermació va començar a zones densament poblades i va trigar aproximadament una generació a arribar al camp. La farina processada amb calor és la farina on el germen se separa primer de l'endosperma i el segó, després es processa amb vapor, foc sec o microones i es barreja de nou amb farina.
Al segle XIX els molins de roda aviat van substituir els molins de pedra, ja que la producció de farina ha impulsat històricament el desenvolupament tecnològic. Els intents de fer els molins més productius i menys intensius en mà d'obra van portar al molí d'aigua i al molí de vent. Aquests termes s'apliquen ara de manera més àmplia als usos de l'aigua i l'energia eòlica amb finalitats diferents de la mòlta. Més recentment, a mitjan segle XX es va desenvolupar el molí Unifine, un molí d'impacte.
A la dècada de 1930 es va començar a enriquir la farina amb una mica de ferro, niacina, tiamina i riboflavina. A la dècada de 1940, els molins van començar a enriquir la farina i l'àcid fòlic es va afegir a la llista a la dècada de 1990.

## Composició de la farina de blat
Composició de la farina de blat, per cada 100 grams:
| Tipus                     | Integral | Refinada | Reforçada |
| ------------------------- | -------- | -------- | --------- |
| Aigua                     | 10,27 g  | 11,92 g  | 11,92 g   |
| Energia                   | 339 kcal | 364 kcal | 364 kcal  |
| Greixos                   | 1,87 g   | 0,98 g   | 0,98 g    |
| Proteïna                  | 13,70 g  | 15,40 g  | 15,40 g   |
| Hidrats de carboni        | 72,57 g  | 76,31 g  | 76,31 g   |
| Fibra                     | 12,2 g   | 2,7 g    | 2,7 g     |
| Potassi                   | 405 mg   | 107 mg   | 107 mg    |
| Fòsfor                    | 346 mg   | 108 mg   | 108 mg    |
| Ferro                     | 4,64 mg  | 3,88 mg  | 4,64 mg   |
| Sodi                      | 5 mg     | 2 mg     | 2 mg      |
| Magnesi                   | 138 mg   | 22 mg    | 22 mg     |
| Calci                     | 34 mg    | 15 mg    | 15 mg     |
| Coure                     | 0,38 mg  | 0,14 mg  | 0,14 mg   |
| Zenc                      | 2,93 mg  | 0,70 mg  | 0,70 mg   |
| Manganès                  | 3,79 μg  | 0,682 μg | 0,682 μg  |
| Vitamina C                | 0 mg     | 0 mg     | 0 mg      |
| Vitamina A                | 0 UI     | 0 UI     | 0 UI      |
| Vitamina B1 (tiamina)     | 0,4 mg   | 0,1 mg   | 0,7 mg    |
| Vitamina B2 (riboflavina) | 0,215 mg | 0,04 mg  | 0,494 mg  |
| Vitamina B3 (niacina)     | 6,365 mg | 0 mg     | 5,904 mg  |
| Vitamina B6 (piridoxina)  | 0,341 mg | 0,044 mg | 0,2 mg    |
| Vitamina E                | 1,23 mg  | 0,06 mg  | 0,06 mg   |
| Àcid fòlic                | 44 μg    | 0 μg     | 128 μg    |

## Força
La força alveogràfica és un indicatiu de la qualitat fornera de la farina de blat, en què s'han d'utilitzar les designacions per als diferents tipus (força gran, força, força mitjana i panificable) en funció de les característiques que compleixi la farina, a l'estat espanyol està definida per una normativa nacional. Segons la força, la farina s'utilitzarà més per a uns usos o uns altres, en general:
- Farines de força per elaborats de pastisseria (masses molt treballades, amb mantegues, olis o greixos afegits), d'aquest manera podrà créixer en volum un cop elaborada
- Farines panificables per elaborats de pa (amb pocs greixos afegits) en aquest cas s'aconseguirà un producte més lleuger i més fàcil de manipular.

| Tipus         | Proteïna % (s.s.s.) | W Força (x×10^4 j) | Index de caiguda |
| ------------- | ------------------- | ------------------ | ---------------- |
| Força gran    | ≥ 14,5              | ≥ 350              | 250 segons       |
| Força         | ≥ 12,5              | ≥ 250              | 250 segons       |
| Força mitjana | ≥ 10,5              | ≥ 150              | 250 segons       |
| Panificable   | ≥ 9                 | ≥ 70               | 250 segons       |

s.s.s: sobre substància seca.

## Altres farines

### Farines vegetals

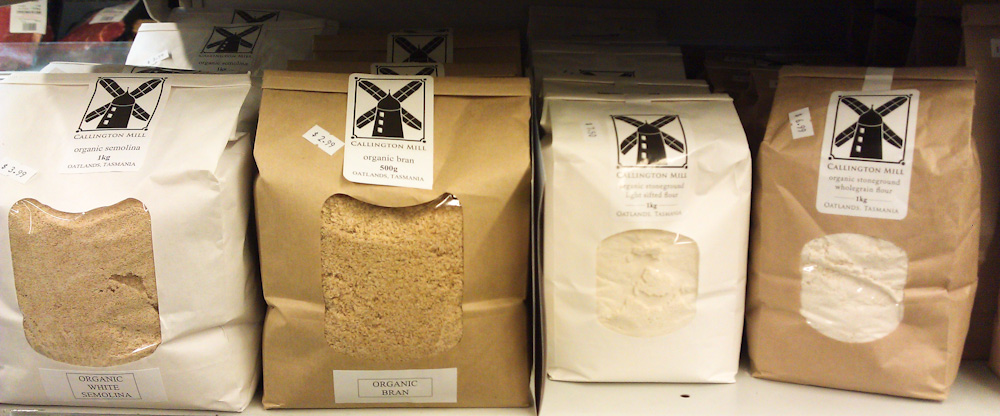
Diferents farines

- Farina d'arròs. De gran importància en la cuina del sud-est asiàtic, també se'n fa paper comestible. Normalment es consumeix la refinada però també es ven la de tipus integral.
- Farina de castanya. S'utilitza a Còrsega per a la seva varietat de polenta, al Perigord i a Itàlia per a l'elaboració de postres.
- Farina de cigrons. Molt emprada en els arrebossats i fregitel·les de la cuina índia.
- Farina de pèsols. S'utilitza a la cuina índia.
- Farina de guixa. Empra els llavors de la guixera. Se'n fa ús en les migas i les gachas, els arrebossats a la andaluza i per a fregir peix.[14]
- Farina de moresc. S'usa en substitució o juntament amb la farina de blat a la cuina catalana, coneguda com a «maizena», nom d'una marca comercial. Al continent americà, el moresc s'utilitza com a farina o, més habitualment, moresc nixtamalitzat per a fer tortilles americanes, aliment que des de fa milers d'anys continua formant part de la base de l'alimentació en les cultures d'Amèrica Llatina.[15][16]
- Farina de soia. Per a l'alimentació animal.
- Altres: patata, amarant i d'altres productes.

### Farines d'origen animal
Existeixen farines d'origen animal que s'utilitzen com aportació suplementària de proteïnes, obtingudes a partir de subproductes de la indústria càrnia.
- Farina d'ossos
- Farina de sang
- Farina de plomes o de pell o d'ungles
- Farina de peix
- Farina d'insectes, com la que s'obté a partir de larves de Tenebrio molitor, també conegut com l'escarabat de la farina.[17]

## Elaboració de la farina

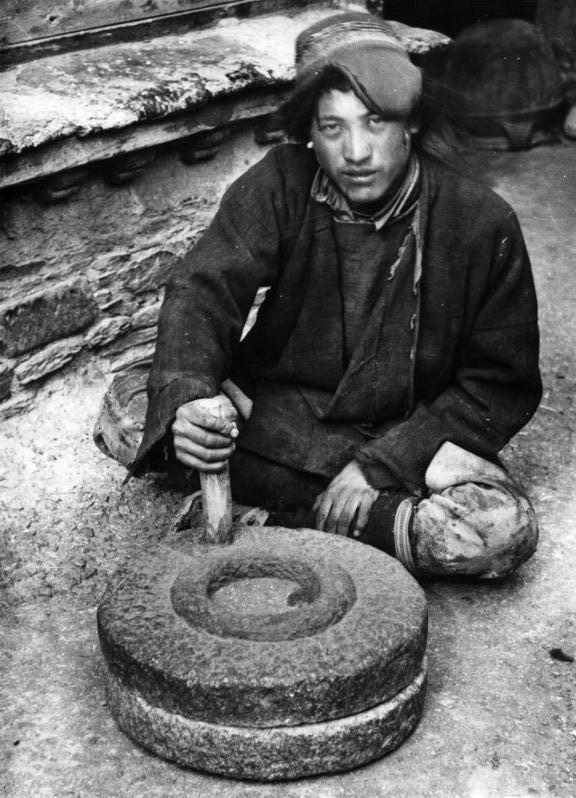
Molí manual al Tibet

La farina de cereals s'obté en moldre els grans entre pedres de molí o rodes d'acer, tradicionalment impulsades per força animal o aprofitant les forces naturals (rius, vent, etc.), tot i que actualment es mol amb maquinària elèctrica. En el procés de la molta se separa el segó i, per tant, la farina de blat es fa més fàcilment digerible i més pobra en fibra. A més, se separa l'aleurona i l'embrió, cosa que fa que es perdin proteïnes i lípids, principals causants de l'enranciment de la farina.

## Inflamabilitat
La pols de farina en suspensió a l'aire és explosiva, i en algunes combinacions la barreja aire-pólvores de farina, és inflamable (vegeu bomba explosiva de farina). Als molins medievals hi estaven prohibides les làmpades, espelmes, i altres fonts de foc. Algunes tragèdies civils per explosions s'han produït en molins de farina, com ara l'explosió de 1878 al Washburn "A" Mill de Minneapolis, el més gran molí de farina dels Estats Units d'aquella època.
El gran incendi de Londres de 1666, que va destruir gran part del centre de la ciutat, es va iniciar en un forn de Thomas Farriner al carrer Pudding Lane, causat probablement per una explosió de farina.